# Jaslene Gonzalez
Jaslene Gonzalez, ameriški model, * 29. maj 1986, Portoriko.
Jaslene Gonzalez je portoriško-ameriški modni model, ter zmagovalka 8. sezone Ameriški super modela.

## Biografija
Jaslene Gonzalez se je rodila v Puerto Ricu, 29 maja 1986. Odraščala je v Humboldt Parku, Chicagu, in diplomirala iz »Notre Dame High School for Girls« v Chicagu.
Jaslene je naredila nekaj modeliranj pred Ameriškim super modelom, ki so bili zastopani z modeli Avant Garde. V njejem CW »Close-up« intervju, je pokazala, da se je pojavila v modnih revijah za lokalne Čikago oblikovalce, vključno z Michelle Gomez in Alexis Arquette, kot je prikazano v lokalnih časopisih Chicago v Extra in v La Nota.
Jeslene je dejala v svojem intervjuju v reviji Seventeen, da je bila v neprimerno razmerju s svojim fantom; tako da se je njen odnos z njim končal ti pred snemanjem Ameriškega super modela sezone 7.